# Marta Solano
Marta Solano Heredia (Madrid, 6 de julio de 1979) es una periodista y presentadora de televisión y de radio y escritora española. Recibió el premio Antena de Plata 2025. 

## Trayectoria
En 2002 se licenció en Ciencias de la Información en Periodismo por la Facultad de Ciencias de la Información (Universidad Complutense de Madrid) y realizó un Máster en Relaciones Internacionales y Comunicación por la Universidad Camilo José Cela en 2025.
Tras licenciarse comenzó a trabajar para Prisa, en los informativos de la Cadena SER y Cadena Dial. Luego fue redactora-presentadora de Localia Madrid y Localia Getafe de ese grupo audiovisual.
En marzo de 2005 pasó a trabajar en RTVE, donde es personal fijo (tras aprobar las oposiciones) hasta la actualidad (2025).Primero fue  redactora del Área de Nacional de los Informativos de TVE, hasta que en septiembre de 2005, pasó al Área de Deportes de informativos, donde permaneció hasta 2013. .
Durante esa etapa, presentó los bloques de deportes de todos los Telediarios, programas como Desafío Champions y Estudio estadio (2011-2013) y participó en coberturas TVE como finales de Liga de Campeones de la UEFA, Supercopa de España y Copa del Rey de fútbol, baloncesto y vela, Juegos Olímpicos de Pekín 2008 —a una semana de viajar a Pekín, se rompió el sacro y no pudo acudir a China— y Juegos Olímpicos de Londres 2012, partidos de la Selección española de fútbol —así como las celebraciones por la consecución de la Copa Mundial de Fútbol de 2010 y la Eurocopa 2012—, Copa América y Premios Príncipe de Asturias. En 2012 también presentó galas como la del Centenario del COE, la del abanderado Rafa Nadal y la de la Asociación de la Prensa Deportiva, entre otras y participó en tertulias de RNE y Radio Marca.
Entre 15 de julio de 2013 y  27 de junio de 2014 presentó el programa de actualidad España directo. Al mismo tiempo condujo especiales como el de Madrid 2020 (2013), final de Champions (2014) y la Cabalgata de Reyes (2014, 2016-2019y 2022-2023). Dejó España directo para sustituir a María Escario en los Deportes del Telediario de Fin de Semana.. 
Desde marzo de 2015 a enero de 2018 presentó el espacio de servicio público Seguridad vital, junto a Carlos García-Hirschfeld, en La 1.
A partir del 13 de enero de 2018 presentó el Fin de semana 24h en el Canal 24 horas, donde ha sido la imagen de diversos especiales, relacionados con elecciones, "50 años 8-M", el Volcán de La Palma (2021), la Dana de Valencia (2024) o la Guerra de Irán (2025).
En julio de 2025 se anunció su cambio a la radio, en concreto a Radio Nacional de España, para conducir desde septiembre de ese año el programa Las tardes de RNE junto al también periodista David Cantero. 
Además ejerce como presentadora de eventos, formadora de portavoces, coach y escritora con dos novelas publicadas El viaje del samurái (2020),  y El mensajero de las estrellas (2022).  En agosto de 2025 estaba terminando su tercera novela. 

## Televisión
- Telediarios TVE, bloques de Deportes (2005-2013, en diferentes etapas) La 1
- Desafío Champions (2012)
- Estudio estadio (2011-2013)
- Juegos Olímpicos 2012, como presentadora del bloque diario que incluía las competiciones en directo. [23]
- España directo (2013-2014)
- Seguridad vital (2015-2018)
- Cabalgata de Reyes (2013- 2023). La 1. [24] [24] [25] [26]
- Nacidos para correr (2016) La 1. Episodio 1. [27]
- Fin de semana 24 h ( 2018-2025, Canal 24 horas)

## Radio
- 2025. Las tardes de RNE (septiembre-) [19]

## Premios y otros reconocimientos
Recibió el premio Antena de Plata 2025, concedido anualmente por la Federación de Asociaciones de Radio y Televisión de España. 
Además, mientras presentó Seguridad Vital, el programa recibió entre otros galardones, la Medalla al Mérito de la Seguridad vial que otorga la DGT 2017,  el Premio Fundación CNAE 2017,  Premio fundación CEA 2017  o el Premio periodístico de la Fundación Línea Directa 2016 
En 2018 fue nombrada Embajadora de El Puerto de Santa María, distinción que otorga el Ayuntamiento de dicho municipio de Cádiz.

## Libros
- El viaje del samurái (2020) ISBN 978-8409282258
- El mensajero de las estrellas (2022, Punto Rojo Libros SL) ISBN 978-8418990403